# John Berndt
John Berndt (* 1967) ist ein US-amerikanischer Musiker, Subkultur-Aktivist, ehemaliger Neoist und Internet-Unternehmer aus Baltimore, USA.

## Leben
Nachdem er schon als Kind experimentelle elektroakustische Musik komponiert hatte, kam John Berndt 1985 in Kontakt mit der Experimentalkunst-Szene seiner Heimatstadt Baltimore. Prägenden Einfluss auf ihn hatte der Neoist, Musiker, Experimentalfilmmacher, Anarchist und Subkultur-Veteran tENTATIVELY, a cONVENIENCE, mit dem er bis 1989 eng zusammenarbeitete. 1985 bis 1989 veröffentlichte Berndt mehrere Ausgaben der multiplen neoistischen Zeitschrift SMILE, schrieb zahlreiche neoistische Manifeste und experimentelle Texte und trat als Aktionskünstler auf. In seinen Texten und Performances versuchte er, experimentelle Kunst mit philosophischen Gedankenexperimenten und Paradoxien zu verbinden.
1986 studierte Berndt Kunst in Florenz, arbeitete mit europäischen Neoisten wie Reinhardt U. Sevol, Vittore Baroni und Pete Horobin zusammen und nahm am 64. Neoistischen Apartment-Festival in Berlin teil. 1988 partizipierte er, mit einer Augenbinde verbunden, als blinder Chronist am One Millionth Neoist Apartment Festival in New York.
Berndt ging es um die radikale Unterminierung konventioneller Kategorien der Wahrheit, Wirklichkeit und Kognition durch eine radikal-experimentelle, zugleich künstlerische, philosophische und politische Praxis, als die er den Neoismus verstand. Zu diesem Zweck schloss sich Berndt zeitweilig auch Stewart Home und dessen vom Neoismus abgespalteten Projekten der Festivals of Plagiarism und eines Kunststreiks von 1990 bis 1993 an. Er kritisierte aber von Beginn an, was er als deren Unzulänglichkeiten und karrieristischen Motive wahrnahm. Den Festivals of Plagiarism setzte er 1988 ein Festival of Censorship entgegen, das Zensur als Ausdrucksmittel propagierte. Homes Projekt einer Antikunst-Geschichtsschreibung wollte er um eine Geschichte antiwissenschaftlicher und antihumanistischer Denktraditionen ergänzen. Seine Gewährsleute dafür waren u. a. Martin Heidegger, Alfred Korzybski, Charles Fort und Henry Flynt. Berndt arbeitet seither eng mit Flynt zusammen, u. a. auch als Herausgeber seiner theoretischen Schriften  sowie als erster Verleger seiner Schallplatte Electronic Hillbilly Music.
Ab 1990 wandte sich Berndt weitgehend von Neoismus ab. Er wurde Internet-Unternehmer, aber auch – neben Jean Joseph Rolland Dubé, Tristan Renaud und anderen – Mitglied der Groupe Absence in Montreal sowie Korrespondent des italienischen Luther-Blissett-Projekts. In Baltimore gründete er das High-Zero-Festival und die High Zero Foundation für Improvisationsmusik, den Performancekunst-Ort Red Room sowie das Plattenlabel Recorded für experimentelle Musik. Neben seiner beruflichen Tätigkeit tritt er heute vor allem als Saxophonist und Improvisationsmusiker auf, u. a. gemeinsam mit dem Violinisten Jon Rose, dem Experimental-Instrumentenbauer Neil Feather und dem Saxophonisten Jack Wright, und hat mit ihnen internationale Konzerttouren absolviert. Mit dem Mail-Art-Künstler, Schriftsteller und Humoristen Al Ackerman verbindet ihn ebenfalls eine langjährige Zusammenarbeit.

## Schriften
- Stewart Home (Hrsg.): Mind Invaders. London 1997; von John Berndt: Counterrevolutionary Communism (S. 16–18), Dialectical Immaterialism (S. 129–133) und Chronicle of the Neoast Observer at the so-called Millionth Apartment Festival (S. 179/186)
- Luther Blissett: Totò, Peppino e la guerra psichica 2.0. Turin 2000; von John Berndt: A Luther Blissett Manifesto (S. 79)